# Pursuit of Honor
 Pursuit of Honor es el primer álbum de banda americana de Metal, Battlecross. El álbum fue lanzado el 2 de agosto de 2011 a través de la compañía discográfica Metal Blade Records.

## Recepción critical
Pursuit of Honor produjo tres sencillos, "Push Pull Destroy", "Man of Stone" y "Breaking You", combinadas las canciones restantes en el listado de canciones más pedidos de SiriusXM Liquid Metal Devil’s Dozen.  "Push Pull Destroy" era la No.1 para seis semanas en 2012.

## Lista de canciones
| N.º | Título              | Duración |  |
| 1.  | «Pursuit of Honor»  | 0:38     |  |
| 2.  | «Push Pull Destroy» | 3:35     |  |
| 3.  | «Kaleb»             | 3:40     |  |
| 4.  | «Deception»         | 3:28     |  |
| 5.  | «Man of Stone»      | 3:47     |  |
| 6.  | «Breaking You»      | 3:56     |  |
| 7.  | «Rupture»           | 3:50     |  |
| 8.  | «Leech»             | 2:46     |  |
| 9.  | «Better Off Dead»   | 4:11     |  |
| 10. | «Misery»            | 4:50     |  |
| 11. | «Foreshadowing»     | 1:42     |  |